# Saint-Augustin (Sena i Marne)
Saint-Augustin és un municipi francès, situat al departament de Sena i Marne i a la regió de Illa de França. L'any 2007 tenia 1.639 habitants.
Forma part del cantó de Coulommiers, del districte de Meaux i de la Comunitat de comunes del Pays de Coulommiers.

## Demografia

### Població
El 2007 la població de fet de Saint-Augustin era de 1.639 persones. Hi havia 583 famílies, de les quals 104 eren unipersonals (36 homes vivint sols i 68 dones vivint soles), 201 parelles sense fills, 262 parelles amb fills i 16 famílies monoparentals amb fills.
La població ha evolucionat segons el següent gràfic:
Habitants censats

### Habitatges
El 2007 hi havia 756 habitatges, 600 eren l'habitatge principal de la família, 96 eren segones residències i 59 estaven desocupats. 717 eren cases i 22 eren apartaments. Dels 600 habitatges principals, 533 estaven ocupats pels seus propietaris, 52 estaven llogats i ocupats pels llogaters i 15 estaven cedits a títol gratuït; 4 tenien una cambra, 32 en tenien dues, 79 en tenien tres, 145 en tenien quatre i 340 en tenien cinc o més. 517 habitatges disposaven pel capbaix d'una plaça de pàrquing. A 228 habitatges hi havia un automòbil i a 336 n'hi havia dos o més.

### Piràmide de població
La piràmide de població per edats i sexe el 2009 era:
| Homes | Edats   | Dones |
| ----- | ------- | ----- |
| 0     | 95 o +  | 0     |
| 0     | 90 a 94 | 8     |
| 8     | 85 a 89 | 16    |
| 12    | 80 a 84 | 16    |
| 20    | 75 a 79 | 20    |
| 20    | 70 a 74 | 28    |
| 40    | 65 a 69 | 28    |
| 32    | 60 a 64 | 32    |
| 36    | 55 a 59 | 36    |
| 64    | 50 a 54 | 64    |
| 72    | 45 a 49 | 64    |
| 56    | 40 a 44 | 56    |
| 72    | 35 a 39 | 52    |
| 24    | 30 a 34 | 56    |
| 44    | 25 a 29 | 36    |
| 28    | 20 a 24 | 24    |
| 72    | 15 a 19 | 60    |
| 36    | 10 a 14 | 52    |
| 36    | 5 a 9   | 52    |
| 16    | 0 a 4   | 24    |

## Economia
El 2007 la població en edat de treballar era de 1.079 persones, 797 eren actives i 282 eren inactives. De les 797 persones actives 736 estaven ocupades (396 homes i 340 dones) i 60 estaven aturades (30 homes i 30 dones). De les 282 persones inactives 87 estaven jubilades, 102 estaven estudiant i 93 estaven classificades com a «altres inactius».

### Ingressos
El 2009 a Saint-Augustin hi havia 630 unitats fiscals que integraven 1.737 persones, la mediana anual d'ingressos fiscals per persona era de 23.399 €.

### Activitats econòmiques
Dels 64 establiments que hi havia el 2007, 1 era d'una empresa extractiva, 2 d'empreses alimentàries, 4 d'empreses de fabricació d'altres productes industrials, 12 d'empreses de construcció, 14 d'empreses de comerç i reparació d'automòbils, 1 d'una empresa de transport, 2 d'empreses d'informació i comunicació, 2 d'empreses immobiliàries, 9 d'empreses de serveis, 13 d'entitats de l'administració pública i 4 d'empreses classificades com a «altres activitats de serveis».
Dels 14 establiments de servei als particulars que hi havia el 2009, 2 eren tallers de reparació d'automòbils i de material agrícola, 2 paletes, 1 guixaire pintor, 2 fusteries, 2 lampisteries, 3 empreses de construcció i 2 agències immobiliàries.
Dels 2 establiments comercials que hi havia el 2009, 1 era una botiga de menys de 120 m² i 1 una fleca.
L'any 2000 a Saint-Augustin hi havia 9 explotacions agrícoles.

## Equipaments sanitaris i escolars
Els 2 equipaments sanitaris que hi havia el 2009 eren farmàcies.
El 2009 hi havia 1 escola maternal integrada dins d'un grup escolar amb les comunes properes formant una escola dispersa i 1 escola elemental integrada dins d'un grup escolar amb les comunes properes formant una escola dispersa.

## Poblacions més properes
El següent diagrama mostra les poblacions més properes.